# Sant Ver
Saint-Vert és un municipi francès situat al departament de l'Alt Loira i a la regió d'Alvèrnia-Roine-Alps. L'any 2007 tenia 104 habitants.

## Demografia

### Població
El 2007 la població de fet de Saint-Vert era de 104 persones. Hi havia 52 famílies de les quals 24 eren unipersonals (12 homes vivint sols i 12 dones vivint soles), 16 parelles sense fills i 12 parelles amb fills.
La població ha evolucionat segons el següent gràfic:
Habitants censats

### Habitatges
El 2007 hi havia 129 habitatges, 52 eren l'habitatge principal de la família, 56 eren segones residències i 21 estaven desocupats. Tots els 129 habitatges eren cases. Dels 52 habitatges principals, 46 estaven ocupats pels seus propietaris, 3 estaven llogats i ocupats pels llogaters i 3 estaven cedits a títol gratuït; 1 tenia una cambra, 2 en tenien dues, 7 en tenien tres, 18 en tenien quatre i 24 en tenien cinc o més. 39 habitatges disposaven pel capbaix d'una plaça de pàrquing. A 29 habitatges hi havia un automòbil i a 20 n'hi havia dos o més.

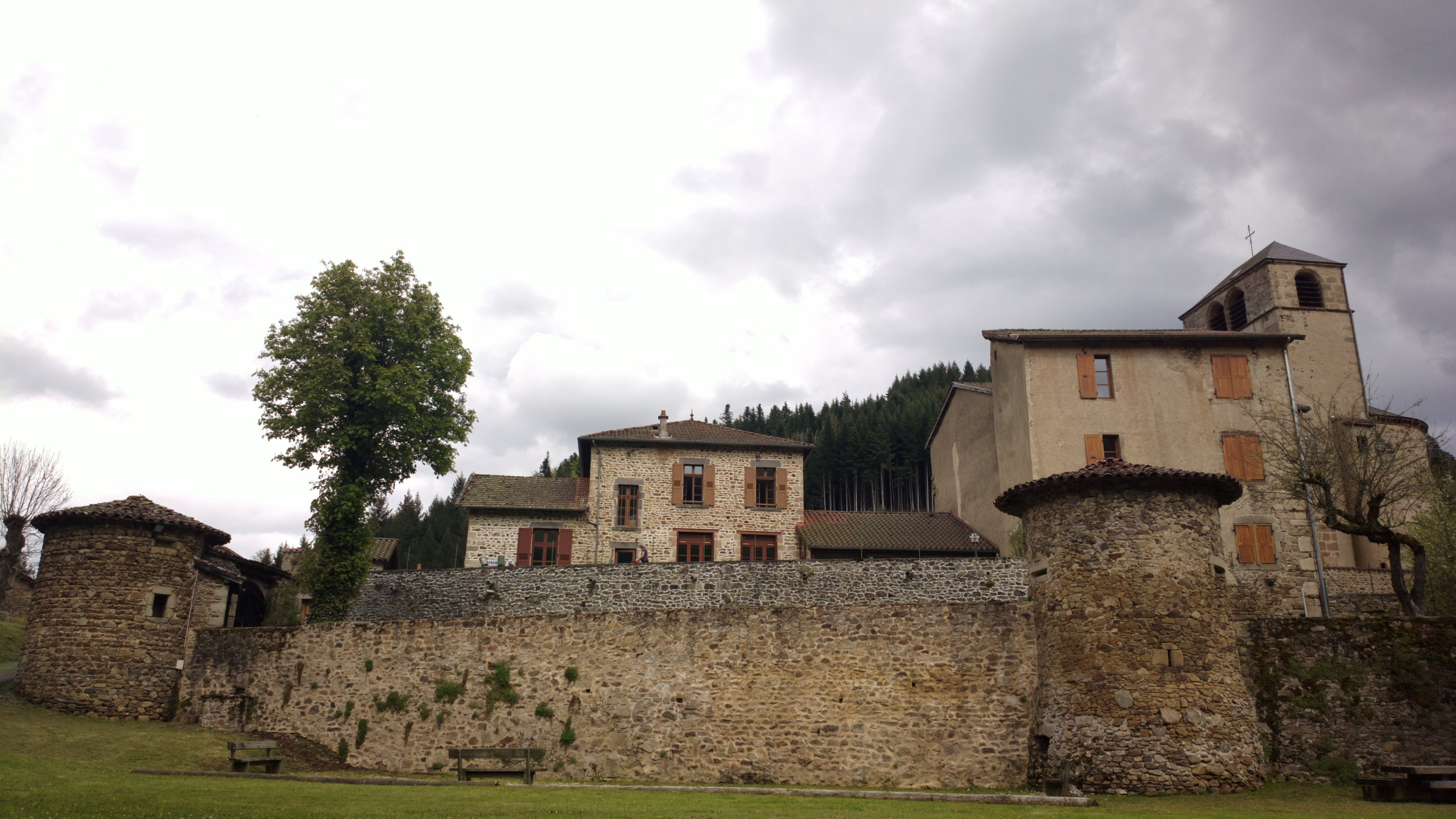

### Piràmide de població
La piràmide de població per edats i sexe el 2009 era:
| Homes | Edats   | Dones |
| ----- | ------- | ----- |
| 0     | 95 o +  | 0     |
| 0     | 90 a 94 | 0     |
| 0     | 85 a 89 | 4     |
| 8     | 80 a 84 | 0     |
| 0     | 75 a 79 | 12    |
| 4     | 70 a 74 | 0     |
| 4     | 65 a 69 | 4     |
| 8     | 60 a 64 | 4     |
| 8     | 55 a 59 | 0     |
| 8     | 50 a 54 | 0     |
| 0     | 45 a 49 | 0     |
| 8     | 40 a 44 | 0     |
| 4     | 35 a 39 | 0     |
| 0     | 30 a 34 | 0     |
| 0     | 25 a 29 | 4     |
| 0     | 20 a 24 | 0     |
| 0     | 15 a 19 | 0     |
| 0     | 10 a 14 | 0     |
| 0     | 5 a 9   | 0     |
| 0     | 0 a 4   | 0     |

## Economia
El 2007 la població en edat de treballar era de 55 persones, 35 eren actives i 20 eren inactives. De les 35 persones actives 27 estaven ocupades (19 homes i 8 dones) i 8 estaven aturades (4 homes i 4 dones). De les 20 persones inactives 13 estaven jubilades, 2 estaven estudiant i 5 estaven classificades com a «altres inactius».

### Ingressos
El 2009 a Saint-Vert hi havia 50 unitats fiscals que integraven 90 persones, la mediana anual d'ingressos fiscals per persona era de 12.227 €.

### Activitats econòmiques
Dels 4 establiments que hi havia el 2007, 1 era d'una empresa de fabricació d'altres productes industrials, 1 d'una empresa de comerç i reparació d'automòbils i 2 d'empreses d'hostatgeria i restauració.
L'únic servei als particulars que hi havia el 2009 era un restaurant.
L'any 2000 a Saint-Vert hi havia 8 explotacions agrícoles que ocupaven un total de 196 hectàrees.

## Poblacions més properes
El següent diagrama mostra les poblacions més properes.